# Альберто Натуш
Альберто Натуш Буш (ісп. Alberto Natusch Busch; 23 травня 1933 — 23 листопада 1994) — болівійський військовий і державний діяч, президент Болівії (1979).

## Біографія
Мав німецьке та арабське коріння, був племінником екс-президента Болівії Ермана Буша. Зробив кар'єру кадрового офіцера, який наприкінці 1970-их років дослужився до звання полковника болівійської армії. Упродовж багатьох років був довіреним членом кабінету військового диктатора Гуго Бансера. У 1973—1978 роках — міністр сільського господарства країни.
1 листопада 1979 року полковник Натуш усунув тимчасового президента Вальтера Гевару. Однією з головних причин дій змовників було прагнення цивільної адміністрації країни провести розслідування кримінальних та економічних злочинів, скоєних за часів «Banzerato». Однак, переворот наткнувся на загальнонаціональний протест, який очолив керівник Федерації профспілок робітників гірськорудної промисловості Болівії Хуан Лечін. Важливо, що адміністрацію Натуша відмовились визнавати США, він був змушений подати у відставку. Після цього виконувачем обов'язки президента Болівії став голова палати депутатів Лідія Гейлер Техада.
У зв'язку з тим, що його дії викликали загальний суспільний гнів, Натуш пішов з громадсько-політичного життя.